# Cujo
Cujo är en roman skriven av Stephen King 1981. Den gavs ut i svensk översättning 1982.

## Handling
Boken handlar om Cujo, en stor och snäll Sankt bernhardshund som utvecklar rabies efter att ha blivit riven på nosen av en fladdermus. Med tiden blir Cujo alltmer förändrad och till slut börjar han ge sig på människorna omkring honom. 
En varm sommardag kommer en ung kvinna och hennes son hem till det hus där Cujo bor med sina ägare, men inga människor syns till. Snart går deras bil sönder och det blir en lång kamp för överlevnad, inte bara mot den olidliga sommarhettan i bilen utan även mot den dreglande besten som ligger på trappan och vaktar familjens hus. 
Cujo är den första av Kings romaner som utspelar sig i och runt den fiktiva staden Castle Rock i Maine. Cujo gjordes även som film 1983.